# Любовь, сводящая с ума
«Любовь, сводящая с ума» (хинди प्यार तूने क्या किया, Pyar Tune Kya Kiya) — индийский романтический фильм с элементами триллера, снятый режиссёром-дебютантом Раджатом Мукхерджи и вышедший в прокат 27 апреля 2001 года. Главные роли исполнили Урмила Матондкар, Фардин Хан, Сонали Кулкарни и Суреш Оберой.

## Сюжет
Молодой и талантливый фотограф Джай однажды в Гоа, делая снимки пейзажей, замечает девушку, занимающуюся йогой. Без разрешения он фотографирует её и использует эти снимки для обложки журнала. Оказывается, это единственная дочь очень богатого бизнесмена Рия Джайсвал. После долгих уговоров Джаю удаётся уговорить девушку стать для него моделью. Спустя время она влюбляется в него, не подозревая, что её избранник на самом деле женат…

## Роли
- Урмила Матондкар — Рия Джайсвал
- Фардин Хан — Джай
- Сонали Кулкарни — Гита
- Суреш Оберой — мистер Джайсвал

## Производство
- Ремейк американского фильма «Роковое влечение».
- Изначально фильм должен был называться Jazbaa, что с хинди переводится как «Страсть».
- Первая работа Кулкарни в направлении мейнстрим, в которой она сыграла одну из главных ролей.
- Урмила настояла, что у её персонажа должна быть короткая стрижка.
- Картина, известная по большей части блестящей игрой Матондкар, довольно успешно прошла в прокате [2].

## Саундтрек
Саундтрек фильма стал одним из наиболее успешных индийских альбомов 2001 года .
Все тексты написаны Нитином Райкваром, вся музыка написана Сандипом Чоутом.
| №  | Название                         | Исполнители                              | Длительность |
| -- | -------------------------------- | ---------------------------------------- | ------------ |
| 1. | «Kambakth Ishq»                  | Сону Нигам, Сукхвиндер Сингх, Аша Бхосле |              |
| 2. | «Pyar Tune Kya Kiya» (Версия №1) | Сону Нигам, Алка Ягник                   |              |
| 3. | «Ku Ku Ku»                       | Сону Нигам                               |              |
| 4. | «Roundhe I»                      | Алиша Чинай                              |              |
| 5. | «Pyar Tune Kya Kiya»             | К. С. Читра                              |              |
| 6. | «Mujh Ko Khuda Ne De Diya»       | Кавита Субраманиам, Сону Нигам           |              |
| 7. | «Kambakth Mix»                   | Сону Нигам, Сукхвиндер Сингх, Алка Ягник |              |
| 8. | «Roundhe II» (Версия №2)         | Соумия Рао                               |              |

## Награды
- Номинация «Лучшее исполнение отрицательной роли» — Урмила Матондкар

## Критика
Анализируя фильм, Мадхава Прасад отмечает, как он превращается из обычного болливудского романа в триллер в стиле «Рокового влечения».
Рецензент в Film Information заметил, что фильм не подходит для маленьких сельских кинотеатров. «Любовь, сводящая с ума» — это не милая история любви. Обзор Бхавана Сомаая в книге «Cinema: Images & Issues» (2004) предполагает, что ярость героини больше связана с ней, чем с её обстоятельствами. Фильм отражает изменение нравов в отношениях дочери и отца, а также модели поведения женщины, оказавшейся третьей в чужих отношениях. Раньше героиня уходила, а не вступала в бой. В «Любовь, сводящая с ума» она становится мстительной и пытается разрушить жизнь любимого. Вполне вероятно, что изменившиеся времена с относительным равенством статусов и влиянием феминизма изменили традиционные представления. Сайбал Чаттерджи счёл, что Мукерджи нарисовал в целом убедительный портрет темпераментной женщины, которая одержима женатым мужчиной.